# Al-Hasaka (provins)
al-Hasaka (uttalas El Hasakeh men även El Hseja av lokalbefolkningen, assyriska/syrianska: Gozarto) är en provins som ligger i nordöstra delen av Syrien, i ett område som kallas al-Jazira. Den administrativa huvudorten är al-Hasaka. Där bor många kristna assyrier/syrianer och muslimska kurder med andra kristna och muslimer tillsammans med en decimerad judisk befolkning. Många etniska grupper har sökt sig till och bor i al-Hasaka på grund av dess placering nära gränsen till olika länder. Befolkningen uppgick till 1 409 000 invånare i slutet av 2008, på en yta av 23 334 kvadratkilometer.
De största städerna är al-Hasaka, Qamishli, Ras al-Ayn och al-Malikiyya.

## Administrativ indelning
Provinsen är indelad i fyra distrikt, mintaqa:

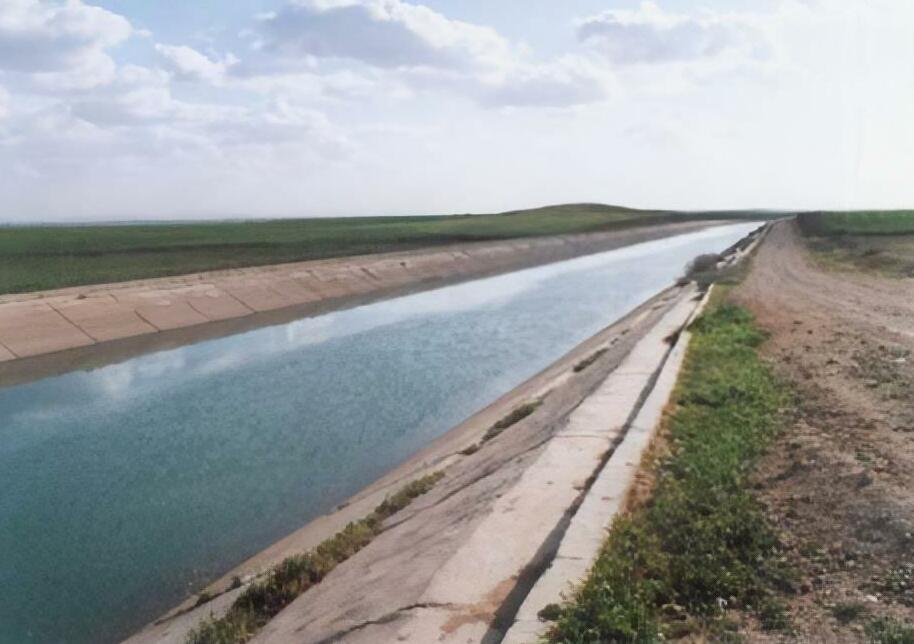
Under 1900-talet ledde projekt för konstbevattning i regionen till en stor odling av bomull.

- al-Hasaka
- al-Malikiyya
- Qamishli
- Ras al-Ayn

## Ekonomi
En stor del av Syriens olje- och gasfyndigheter återfinns i al-Hasaka. Jordbruket utgör den huvudsakliga sysselsättningen för många i provinsen, med bland annat bomull- och spannmålsodling men även grönsaksodling och fruktträd.

## Geografi
Khabur är en av Eufrat viktigaste bifloder och rinner genom provinsen i nord-sydlig riktning. Även Tigris utgör delvis provinsens nordöstra gräns mot Turkiet och Irak. En annan tidigare vital flod i provinsen, innan Turkiet ströp största delen av dess flöde, är Aljaghjaq.
al-Hasaka har ett typiskt inlandsklimat vilket innebär att de har mycket varma somrar och kalla vintrar. På sommaren drabbas området ofta av sandstormar.